# Bartek (drevo)
Bartek (poljsko: Bartholomew) je starodavno hrastovo drevo na Poljskem. Raste v Zagnańsku blizu Kielce v gorovju Švetokrzijske. Njegova starost, ki je bila predhodno ocenjena na 1200 let, je bila pred kratkim popravljena na 686 let (v letu 2016), s kolobarjem, ki se uporablja za odvzem vzorca za število obročev. Natančno štetje je nemogoče, saj se je Bartekova notranjost s starostjo počasi izvotlila. Na Poljskem je več starejših dreves, hrastov in tis (nekaj več kot 1000 let), vendar nobeno od njih ni doseglo slave Barteka.
33,5 metra visok Bartek meri 970 cm v CBH (obseg v višini prsi) in 13,5 metra v pasu v njegovem dnu. Njegova krona se širi približno 40 metrov. Znano je, da je kralj Kazimir III. Poljski (1310–1370) sodil pod Bartekom. Kralj Jan III Sobieski je na poti nazaj iz dunajske bitke (1683) počival pod hrastom. V spomin na zmago je slovesno v drevo skril turško sabljo, arkebuzo in steklenico vina.
Hrast je še vedno živ, vendar je v zatonu. Leta 1829 je imela 14 glavnih vej, danes jih je ostalo le še 8. V dvajsetih letih dvajsetega stoletja je bila votlina znotraj debla prekrita z apnencem. Apnenec je bil odstranjen v šestdesetih letih dvajsetega stoletja, nadomestilo ga je polnilo na osnovi smole prekrito z lubjem. Živa skorja je zelo tanka (5–20 cm). Oslabljeno deblo se je začelo nagibati proti težkim vejam.